# Orchis caesii
Orchis caesii är en orkidéart som beskrevs av De Angelis och Fumanti. Orchis caesii ingår i släktet nycklar, och familjen orkidéer. Inga underarter finns listade i Catalogue of Life.